# Should've Known Better
«Should've Known Better» — пісня данської співачки Солуни Самай, з якою вона представлятиме Данію на пісенному конкурсі Євробачення 2012 в Баку. За результатами першого півфіналу, який відбувся 22 травня 2012 року, композиція пройшла до фіналу.

## Чарти
| Чарт(2012)          | Найвища позиція |
| ------------------- | --------------- |
| Данія (Tracklisten) | 1               |